# José Ribes Marco
José Ribes Marco   (València, 27 de novembre de 1877 - Godella, 1935) fou un metge obstreta valencià aficionat a la fotografia estereoscòpica. Era germà de l'arquitecte Demetrio Ribes Marco.
Format a la Universitat de València on va obtenir el títol de llicenciat en Medicina i Cirurgia el 1902, aquest mateix any va ocupar el càrrec de vicepresident primer de l'Academia Médico-Escolar de València, una associació estudiantil de l'Ateneu Científic creada el 1901. José Ribes fou un dels tres representants que va enviar la Universitat de València a la festa de la Ciència organitzada el maig de 1902, a Madrid, amb motiu de la jura d'Alfons XIII, juntament amb el president d'aquesta societat, Manuel Desfilis Pascual, i el secretari, Rafael Pastor Reig. Entre 1910 i 1914, també va ser soci resident de l'Instituto Médico Valenciano. El 1917, quan obté el títol de doctor en Medicina a la Universidad Central de Madrid.